# Marcilly-lès-Buxy
Marcilly-lès-Buxy é uma comuna francesa na região administrativa de Borgonha-Franco-Condado, no departamento Saône-et-Loire. Estende-se por uma área de 19 km². Em 2010 a comuna tinha 697 habitantes (densidade: 36,7 hab./km²).